# L'attaque dura sept jours
Pour les articles homonymes, voir The Thin Red Line.
Pour plus de détails, voir Fiche technique et Distribution.
L'attaque dura sept jours (titre original : The Thin Red Line) est un film de guerre américain réalisé par Andrew Marton, sorti en 1964. 
Adapté du roman La Ligne rouge (The Thin Red Line, 1962) de James Jones, le film suit des soldats américains qui participent à la bataille de Guadalcanal, pendant la guerre du Pacifique. Jones lui-même y combattit comme soldat de l'US Army, au sein de la 25e division d'infanterie.
Le film a été tourné en noir et blanc, en Espagne.
En 1998, une nouvelle adaptation du roman est réalisée par Terrence Malick sous le titre La Ligne rouge.

## Fiche technique
- Titre original : The Thin Red Line
- Titre français : L'attaque dura sept jours
- Réalisation : Andrew Marton
- Scénario : James Jones et Bernard Gordon
- Producteur : Philip Yordan
- Direction artistique : José Algueró
- Costumes : Charles Simminger
- Montage : Derek Parsons
- Musique : Malcolm Arnold
- Format : Noir et blanc - 2,35:1 - Mono
- Genre : guerre
- Durée : 99 minutes
- Dates de sortie : 
  - États-Unis : 2 mai 1964
  - France : 27 janvier 1965

## Distribution
- Keir Dullea : le soldat Doll
- Jack Warden : le sergent Welsh
- Stephen Young : le sergent Stack
- Kieron Moore : le lieutenant Band
- Ray Daley : le capitaine Stone
- James Philbrook : le colonel Tall